# Lewis R. Jones

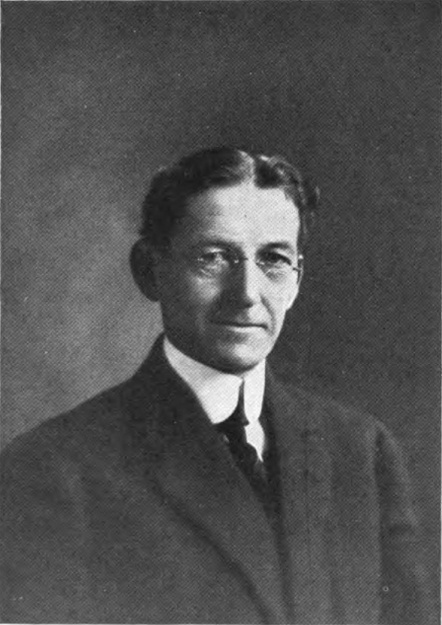
Lewis Ralph Jones (1918)

Lewis Ralph Jones (* 5. Dezember 1864 in Brandon, Wisconsin; † 1. April 1945 in Orlando, Florida) war ein US-amerikanischer Botaniker und Agrarbiologe an der University of Wisconsin–Madison. Er gilt als Nestor der Phytopathologie in den Vereinigten Staaten. Sein botanisches Kürzel lautet L. R. Jones.

## Leben und Wirken
Lewis studierte Botanik an der University of Michigan, wo er 1889 einen Bachelor erwarb. Anschließend arbeitete er als Instructor und als Forschungsassistent an der landwirtschaftlichen Forschungsstation der University of Vermont. Hier setzte er erfolgreich Bordeauxbrühe als Fungizid gegen Pflanzenkrankheiten ein und untersuchte verschiedene pflanzenpathogene Bakterien, darunter Bacillus carotovorus. 1904 erwarb er bei Frederick Charles Newcombe mit der Arbeit The cytolytic enzyme produced by bacillus carotovorus and certain other soft rot bacteria einen Ph.D., wiederum an der University of Michigan.
1909 erhielt Jones eine Professur an der University of Wisconsin–Madison, wo er die Abteilung für Pflanzenpathologie etablierte und unter anderem Kohlsorten züchtete, die gegen Vergilbung (yellows) resistent waren. Er war Gründungsmitglied und 1909 erster Präsident der American Phytopathological Society und ab 1911 Herausgeber ihrer Fachzeitschrift Phytopathology. 1922 war er Vorsitzender der Abteilung für Biologie und Landwirtschaft des National Research Council. Von 1924 bis 1943 war er Präsident der Tropical Research Foundation und 1934 gehörte er zum wissenschaftlichen Beratergremium von Franklin D. Roosevelt. 1935 ging Jones in den Ruhestand.
Lewis Ralph Jones war seit 1890 mit May Bennet (1864–1926) verheiratet, ab 1929 mit Anna May Clark (1874–1960). Er starb im Alter von 80 Jahren an Folgen der Arteriosklerose. Sein Grab befindet sich in seinem Geburtsort Brandon, Wisconsin.

## Auszeichnungen (Auswahl)
- 1913 Präsident der Botanical Society of America
- 1920 Mitglied der National Academy of Sciences[2]
- 1925 Mitglied der American Philosophical Society[3]
- Ehrendoktorate folgender Universitäten: University of Vermont (1910), University of Cambridge (1930), University of Michigan (1935), University of Wisconsin–Madison (1936)